# Тролейбусне депо № 2 (Харків)
Тролейбусне депо № 2 — структурний підрозділ Харківського комунального підприємства «Міськелектротранс».

## Історія
1966 року відкрито тролейбусне депо № 2 на 100 машиномісць. 9 січня 1966 року тролейбусне депо № 2 випустило перші 27 тролейбусів МТБ-82Д на маршрути № 5 та 6.
Впродовж лютого-березня 2022 року, під час російського вторгнення в Україну, внаслідок артилерійського обстрілу тролейбусного депо № 2 пошкоджено та виведено з ладу 70 % тролейбусів. Це становить близько 40 % парку тролейбусів Харкова.
Станом на 6 квітня 2022 року було пошкоджено близько 30 % тролейбусної контактної мережі міста.

## Рухомий склад
9 липня 2019 року до тролейбусного депо № 2 надійшли перші 2 тролейбуса Богдан Т70117. У 2019—2020 роках було придбано 57 тролейбусів даної моделі, що замінили на маршрутах більшу частину тролейбусів ЗіУ-682Г-016.02
| Статистика рухомого складу | Статистика рухомого складу | Статистика рухомого складу | Статистика рухомого складу            |
| Тип моделі                 | Станом на 27.06.2021       | Рік надходження            | Примітки                              |
| Пасажирський               | Пасажирський               | Пасажирський               | Пасажирський                          |
| -------------------------- | -------------------------- | -------------------------- | ------------------------------------- |
| ЗіУ-682Г-016.02            | 18 / 50                    | 2007                       |                                       |
| ЛАЗ E301D1                 | 26 / 26                    | 2011                       |                                       |
| ЛАЗ E183A1                 | 9 / 11                     | 2011                       |                                       |
| Богдан Т70117              | 55 / 57                    | 2019—2020                  |                                       |
| Škoda 14TrM                | 1 / 3                      | 2014                       | У вересні 2014 року надійшли з Плзеня |
| Škoda 15Tr13/6M            | 2 / 2                      | 2017                       | Восени 2017 року надійшли з Плзеня    |
| Всього:                    | 111 / 149                  |                            |                                       |
| Службовий                  |                            |                            |                                       |
| КТГ-1                      | 1 / 1                      |                            |                                       |
| Всього:                    | 1 / 1                      |                            |                                       |